# Bryjów Wierch
Bryjów Wierch (słow. Brija lub Brijov vrch) – szczyt w zachodniej części Magury Spiskiej. Ma wysokość 1000 m n.p.m. i wznosi się w jej bocznym grzbiecie odchodzącym na północ od grzbietu głównego po zachodniej stronie Rzepiska. Grzbiet ten poprzez Cyrhlę (1042 m) opada w północnym kierunku do grzbietu nad Łapszanką. Stoki zachodnie opadają do doliny Suchego Potoku (dopływ Białki), stoki wschodnie do jednego z dopływów potoku Bystrá (dopływ Osturniańskiego Potoku). Sam wierzchołek Bryjowego Wierchu znajduje się na terenie Słowacji, ale niżej położone jego północne i zachodnie stoki należą do polskiej miejscowości Jurgów. Znajdują się na nich należące do Jurgowa przysiółki Klarówka i Zmyślne.
Słowacka część Bryjowego Wierchu należy do Tatrzańskiego Parku Narodowego, Słowacy bowiem południowo-zachodni skrawek Magury Spiskiej włączyli w obszar tego parku i dodatkowo utworzyli tutaj kilka obszarów ochrony ścisłej. Jeden z nich – Rezerwat pod Cyrhlą (Rezervaciá pod Cerhľou) znajduje się u podnóży Cyrhli i Bryjowego Wierchu. Obejmuje on m.in. dwie polany i źródliska Suchego Potoku.
Przez Bryjów Wierch nie prowadzi żaden szlak turystyczny i obowiązuje zakaz wejścia (park narodowy). Nazwa szczytu pochodzi od nazwiska Bryja.